# Frederick Koehler
Frederick Koehler (New York City, 16 giugno 1975) è un attore statunitense noto per il ruolo di Chip Lowell in Kate & Allie e di Andrew Schillinger nella serie drammatica Oz della HBO.

## Biografia
Koehler è nato a Jackson Heights, nel distretto di Queens a New York e vi ha vissuto con la madre divorziata e tre sorelle maggiori durante l'infanzia e l'adolescenza. Da bambino è stato un modello molto popolare nelle pubblicità, in particolare grazie al tratto distintivo dei capelli rossi che aveva in quegli anni.
Si è laureato in teatro alla Carnegie Mellon University di Pittsburgh, in Pennsylvania, solamente dopo aver già intrapreso la carriera di attore e di aver ottenuto uno dei ruoli che l'ha reso celebre, quello di Chip Lowell in Kate & Allie.

## Carriera
Nel 1983 ha intrapreso la carriera di attore, apparendo per la prima volta a fianco di Michael Keaton e Teri Garr in Mister Mamma di Stan Dragoti, nei panni di Alex.
Nel 1984, a nove anni, Koehler ha interpretato uno dei suoi ruoli più famosi, apparendo come Charles "Chip" Lowell nella serie televisiva Kate & Allie. Manterrà questo ruolo per tutte e sei le stagioni della sitcom.
Dopo Kate & Allie, Koehler ha terminato gli studi frequentando la Carnegie Mellon University di Pittsburgh, dove si è laureato in teatro.
Nel 1999 un altro dei ruoli di spicco di Koehler è stato quello di Andrew Schillinger, figlio maggiore del leader della banda ariana di carcerati Vern Schillinger, interpretato da J. K. Simmons, nella longeva serie televisiva Oz ideata da Tom Fontana.
Fra il 2000 e il 2005 ha interpretato vari ruoli di un episodio in diverse serie televisive statunitensi, tra cui Ally McBeal, Giudice Amy, Profiler - Intuizioni mortali, The Division, CSI - Scena del crimine, Streghe, Crossing Jordan, Malcom, CSI: NY, Boston Legal, Cold Case - Delitti irrisolti, E.R. - Medici in prima linea e Numb3rs.
Nel 2005 ha recitato nei panni di Chuckie in Domino, un film di Tony Scott sulla vita della cacciatrice di taglie britannica Domino Harvey, con un cast d'eccezione che comprendeva Keira Knightley nel ruolo della protagonista e, fra gli altri, gli attori Mickey Rourke, Edgar Ramírez, Peter Jacobson, Christopher Walken e Tom Waits, e le attrici Lucy Liu, Jacqueline Bisset, Dale Dickey e Mena Suvari.
Nel 2006 entra nel cast del film Little Chenier di Bethany Ashton Wolf, che ottiene vari premi, tra cui il Copper Wing Award al Phoenix Film Festival. Per la sua interpretazione Koehler ottiene il premio speciale della giuria.
Nel 2008 ha impersonato il carcerato Lists nella saga Death Race al fianco di Jason Statham, Tyrese Gibson, Natalie Martinez, Joan Allen e Ian McShane. Riprenderà poi il ruolo nei tre film successivi: Death Race 2 (2010), Death Race 3 - Inferno (2013) e Death Race - Anarchia (2018).
Dal 2008 al 2016 è apparso in numerose altre serie televisive, incluse The Mentalist, Castle, Dexter, Lost, Bones, NCIS - Unità anticrimine, Criminal Minds e Perception.
Nel 2016 ha interpretato il ruolo del bifolco cannibale Lot Polk in quattro episodi della serie thriller American Horror Story sulla rete via cavo FX.
Fra il 2019 e il 2020 ha recitato in nove episodi della serie fantascientifica/noir Marisa Romanov di Miranda Spigener-Sapon, uscita su Amazon Prime Video.

## Filmografia

### Cinema
- Mister mamma (Mr. Mom), regia di Stan Dragoti (1983)
- Il signor sindaco (Der Gemeindepräsident), regia di Bernhard Giger (1984)
- Heart of the Garden, regia di Lavinia Currier (1985)
- Ehi... ci stai? (The Pick-up Artist), regia di James Toback (1987)
- Un bacio prima di morire (A Kiss Before Dying), regia di James Dearden (1991)
- Pearl Harbor, regia di Michael Bay (2001)
- I sublimi segreti delle Ya-Ya Sisters (Divine Secrets of the Ya-Ya Sisterhood), regia di Callie Khouri (2002)
- A.K.A. Birdseye, regia di Stephen Beckner e Michael C. Huber (2002)
- Domino, regia di Tony Scott (2005)
- Touched, regia di Timothy Scott Bogart (2005)
- Little Chenier, regia di Bethany Ashton Wolf (2006)
- Death Race, regia di Paul W. S. Anderson (2008)
- Death Race 2, regia di Roel Reiné (2010)
- Death Race 3 - Inferno (Death Race: Inferno), regia di Roel Reiné (2012) (home video)
- Victor, regia di Brandon Dickerson (2015)
- The Evil Within, regia di Andrew Getty (2017)
- The Circle, regia di James Ponsoldt (2017) (non accreditato)
- Death Race - Anarchia (Death Race: Beyond Anarchy), regia di Don Michael Paul (2018)
- One by One, regia di Jeffrey Obrow (2018)
- Kombucha Cure, regia di Cecilia Choi (2020)
- Fino all'ultimo indizio (The Little Things), regia di John Lee Hancock (2021)

### Televisione
- Saturday Night Live – serie TV, 7 episodi (1982-1985) (non accreditato)
- ABC Afterschool Specials – serie TV, episodio 13x03 (1984)
- He's Fired, She's Hired, regia di Marc Daniels – film TV (1984)
- Kate e Allie (Kate & Allie) – serie TV, 115 episodi (1984–1989)
- Passi nella notte (Night Walk), regia di Jerrold Freedman – film TV (1989)
- The Positively True Adventures of the Alleged Texas Cheerleader-Murdering Mom, regia di Michael Ritchie – film TV (1993)
- La valle dei pini (All My Children) – soap opera, episodio 1x7220 (1997)
- Law & Order - I due volti della giustizia (Law & Order) – serie TV, episodio 9x12 (1999)
- Paramour – miniserie TV (1999)
- Strangers with Candy – serie TV, episodio 1x05 (1999)
- Oz – serie TV, 4 episodi (1999-2003)
- Ally McBeal – serie TV, episodio 3x09 (2000)
- Giudice Amy (Judging Amy) – serie TV, episodio 1x17 (2000)
- Profiler - Intuizioni mortali (Profiler) – serie TV, episodio 4x18 (2000)
- Gideon's Crossing – serie TV, episodio 1x01 (2000)
- Bull – serie TV, episodi 1x10-1x11-1x19 (2000)
- The Division – serie TV, episodio 1x03 (2001)
- CSI - Scena del crimine (CSI: Crime Scene Investigation) – serie TV, episodio 1x12 (2001)
- FreakyLinks – serie TV, episodio 1x13 (2001)
- Streghe (Charmed) – serie TV, episodio 5x01 (2002)
- Crossing Jordan – serie TV, episodio 2x01 (2002)
- Taken – serie TV, episodio 1x04 (2002)
- NYPD - New York Police Department (NYPD Blue) – serie TV, episodio 10x10 (2002)
- Miracles – serie TV, episodio 1x10 (2003)
- Joan of Arcadia – serie TV, episodio 1x11 (2003)
- Malcom – serie TV, episodio 5x09 (2004)
- Touching Evil – serie TV, episodi 1x01-1x02 (2004)
- CSI: NY – serie TV, episodio 1x02 (2004)
- Boston Legal – serie TV, episodio 1x05 (2004)
- Cold Case - Delitti irrisolti (Cold Case) – serie TV, episodio 2x06 (2004)
- E.R. - Medici in prima linea (ER) – serie TV, episodio 11x18 (2005)
- Numb3rs – serie TV, episodio 2x08 (2005)
- Pepper Dennis – serie TV, 8 episodi (2006)
- The Nine – serie TV, episodio 1x02 (2006)
- Close to Home - Giustizia ad ogni costo (Close to Home) – serie TV, episodio 2x17 (2007)
- Saving Grace – serie TV, episodio 1x06 (2007)
- Tell Me You Love Me – serie TV, episodio 1x03 (2007)
- Journeyman – serie TV, episodio 1x13 (2007)
- The Mentalist – serie TV, episodio 1x09 (2008)
- Castle – serie TV, episodio 1x08 (2009)
- Dexter – serie TV, episodio 4x11 (2009)
- Lost – serie TV, 4 episodi (2010)
- Outlaw – serie TV, episodio 1x04 (2010)
- Bones – serie TV, episodio 6x07 (2010)
- Southland – serie TV, episodio 3x08 (2011)
- The Chicago Code – serie TV, episodio 1x04 (2011)
- The Defenders – serie TV, episodio 1x18 (2011)
- Law & Order: Los Angeles – serie TV, episodio 1x14 (2011)
- Torchwood – serie TV, episodi 4x05-4x06 (2011)
- Grimm – serie TV, episodio 1x09 (2012)
- NCIS - Unità anticrimine (NCIS) – serie TV, episodio 10x23 (2013)
- Criminal Minds – serie TV, episodi 9x01-9x02 (2013)
- Perception – serie TV, episodio 3x02 (2014)
- Gortimer Gibbon - La vita a Normal Street – serie TV, episodio 1x05 (2014)
- Backstrom – serie TV, episodio 1x05 (2015)
- CSI: Cyber – serie TV, episodio 2x04 (2015)
- Rosewood – serie TV, episodio 1x15 (2016)
- Major Crimes – serie TV, episodio 5x08 (2016)
- American Horror Story – serie TV, 4 episodi (2016)
- Bosch – serie TV, episodio 3x08 (2017)
- Kingdom – serie TV, episodi 3x09-3x10 (2017)
- Brooklyn Nine-Nine – serie TV, episodi 5x09-8x07 (2017-2021)
- NCIS: New Orleans – serie TV, episodi 6x03 (2019)
- Marisa Romanov – serie TV, 9 episodi (2019-2020)

### Cortometraggi
- A Boy, a Dog and a Frog, regia di Gary Templeton (1981)
- Tender Places, regia di Fred Barzyk (1987)
- Dependency, regia di Danny Buday (2005)
- Zero 2 Sixty, regia di Andrew Hunt (2007)

## Teatrografia[15][16]
- When I Was a Girl I Used to Scream and Shout, di Sharman MacDonald, regia di Patricia Minskoff. John Montgomery Theater Company di New York City (agosto 1998)
- Lo storpio di Inishmaan (The Cripple of Inishmaan), di Martin McDonagh, regia di Joe Dowling. Geffen Playhouse di Los Angeles (ottobre - novembre 1998)
- The Normal Heart, di Larry Kramer, regia di Simon Levy. The Fountain Theatre di Los Angeles (18 settembre - 15 dicembre 2013)

## Doppiatori italiani
Nelle versioni in italiano delle opere in cui ha recitato, Frederick Koehler è stato doppiato da:
- Marco Baroni in CSI: NY, NCIS - Unità anticrimine, NCIS: New Orleans
- Stefano Crescentini in Death Race, Criminal Minds
- Simone Crisari in Oz
- Claudio Colombo in Ally McBeal
- Alessandro Quarta in Cold Case - Delitti irrisolti
- Paolo Vivio in The Mentalist
- Manfredi Aliquò in Taken (miniserie televisiva)
- Gianluca Crisafi in Castle
- Fabrizio Vidale in Death Race 3 - Inferno
- Alessandro Quarta in Perception
- Daniele Raffaeli in Gortimer Gibbon - La vita a Normal Street
- Andrea Lavagnino in Major Crimes
- Stefano Brusa in Bosch
- Giorgio Locuratolo in 9-1-1